# サン・スーシの女
『サン・スーシの女』（サン・スーシのおんな、原題・フランス語: La Passante du Sans-Souci）は、1982年に製作・公開されたフランスと西ドイツの合作映画である。
ジョゼフ・ケッセルの1936年の同名小説の映画化であり、ジャック・ルーフィオが監督、ロミー・シュナイダーとミシェル・ピコリ、ヘルムート・グリームが出演した。本作はシュナイダーの最後の映画出演となった。
西ベルリンでロケーションが行われている。

## あらすじ
政治犯の釈放を求める公聴会に出席予定だった人権擁護運動組合の会長マックス・バウムシュタインは、対談相手のパラグアイ大使にドイツでの本名と「エルザとミシェルを覚えているか」という質問を尋ねた後に大使を射殺した。
マックスの逮捕後、彼は妻のリナにナチス政権下でのドイツで自分がどのような生活をしていたのかを語り始める。

## キャスト
| 役名                       | 俳優                     | 日本語吹替                                                   |
| 役名                       | 俳優                     | TBS版                                                        |
| -------------------------- | ------------------------ | ------------------------------------------------------------ |
| エルザ/リナ                | ロミー・シュナイダー     | 沢田敏子                                                     |
| マックス・バウムシュタイン | ミシェル・ピコリ         | 内田稔                                                       |
| マックスの少年時代         | ウェンデリン・ウェルナー | 菊池英博                                                     |
| ミシェル・ヴィーナー       | ヘルムート・グリーム     | 大林隆介                                                     |
| モーリス・ブイアール       | ジェラール・クライン     | 池田勝                                                       |
| ルーペルト/フェデリコ      | マチュー・キャリエール   | 伊井篤史                                                     |
| シャルロット               | ドミニク・ラブリエ       |                                                              |
| アンナ                     | マリア・シェル           |                                                              |
| ネオナチ                   | ジャン・レノ             | 田原アルノ                                                   |
| その他                     | N/A                      | 稲葉実 沢木郁也 大滝進矢 佐藤正治 加藤正之 巴菁子 鈴木れい子 |
| 日本語版スタッフ           |                          |                                                              |
| 演出                       | 演出                     | 清水勝則                                                     |
| 台詞                       | 台詞                     | 入江敦子                                                     |
| 製作                       | 製作                     | ザック・プロモーション                                       |
| 初回放送                   | 初回放送                 | 1986年7月24日 『木曜ロードショー』 25:14-27:02               |

## スタッフ
- 監督：ジャック・ルーフィオ
- 製作総指揮：ジャン・ケルシュネル
- 製作：アルトゥル・ブラウナー、レイモン・ダノン
- 脚色：ジャック・ルーフィオ、ジャック・キルスネル
- 音楽：ジョルジュ・ドルリュー
- 撮影：ジャン・ペンゼール
- 編集：アンナ・ルイス
- 美術：ジョルジュ・グロン
- 装置：ジャン＝ジャック・カジオ
- ロミー・シュナイダーの衣裳：ジェラール・ブレーズ、イングリッド・ゾレ
- 衣裳：カトリーヌ・ルテリエ、エリザベート・タヴェルニエ

## 映画賞受賞・ノミネーション
- 受賞
  - セザール賞音響賞：ウィリアム・ロベール・シヴェル、クロード・ヴィラン[2]
- ノミネーション
  - セザール賞主演女優賞：ロミー・シュナイダー
  - セザール賞助演男優賞：ジェラール・クライン
  - セザール賞作曲賞：ジョルジュ・ドルリュー